# Fort Bragg (Kalifornien)
Fort Bragg ist eine Stadt mit dem Status „City“ im Mendocino County im US-Bundesstaat Kalifornien mit 6983 Einwohnern (Stand: 2020).

## Geographie
Der Ort liegt an der Küste des  Pazifischen Ozeans. Am Südrand mündet der Noyo River in die Noyo Bay. Zwölf Kilometer südlich liegt Mendocino, 220 Kilometer südöstlich San Francisco. Die California State Route 1 führt mitten durch Fort Bragg.

## Geschichte
Ureinwohner der Gegend waren Indianer, die hauptsächlich zur Gruppe der Pomo zählten. Die Pomo waren Jäger und Sammler, die entlang der nördlichen Küste Kaliforniens wohnten. 1856 wurde das Mendocino Indianer Reservat bei Noyo gegründet. 
1857 wurde ein Militärcamp errichtet und der Ort zu Ehren des Kommandeurs Captain Braxton Bragg nach diesem benannt. Zehn Jahre später wurde das Camp aufgegeben und es wurden mehrere Sägewerke in Betrieb genommen. Nach der Eröffnung einer Hafenanlage und einer Eisenbahnlinie wurde der Holzhandel weiter intensiviert. 1889 erfolgte die offizielle Stadtgründung. Im Jahr 1906 ereignete sich mit dem Erdbeben von San Francisco ein schweres Erdbeben, das nahezu sämtliche aus Steinen gebauten Häuser zerstörte. Nachfolgendes Feuer vernichtete auch einen Großteil der Holzhäuser. Die Stadt war nach zwölf Monaten jedoch weitestgehend wieder aufgebaut und profitierte nun davon, dass große Bauholzmengen zum Wiederaufbau des durch das Erdbeben ebenfalls stark geschädigten San Francisco benötigt wurden.
Ab 1916 kamen Urlauber und Touristen in den landschaftlich sehr attraktiven Ort. Bis in die Gegenwart ist die Tourismusindustrie mit immer neuen Hotels, Restaurants und Angeboten für Fischerei, Wassersport sowie Touren in die nahen Nationalparks und zu den beeindruckenden, sehr hohen Küstenmammutbäumen (Sequoia sempervirens) in der Umgebung stetig gewachsen.

## Glass Beach
Im Norden der Stadt wurden im 20. Jahrhundert diverser Müll, Glasflaschen und selbst Autowracks an einer Stelle über die Klippen in das Meer geworfen. Erst 1967 wurde diese Praxis verboten. Im Laufe der Jahrzehnte wurde der Glasmüll von der Meeresströmung zerkleinert und durch Erosion rund geschliffen. Dieser Strandabschnitt ist dadurch heute mit buntem Meerglas übersät und entwickelt sich unter dem Namen Glass Beach zunehmend zur Touristenattraktion.

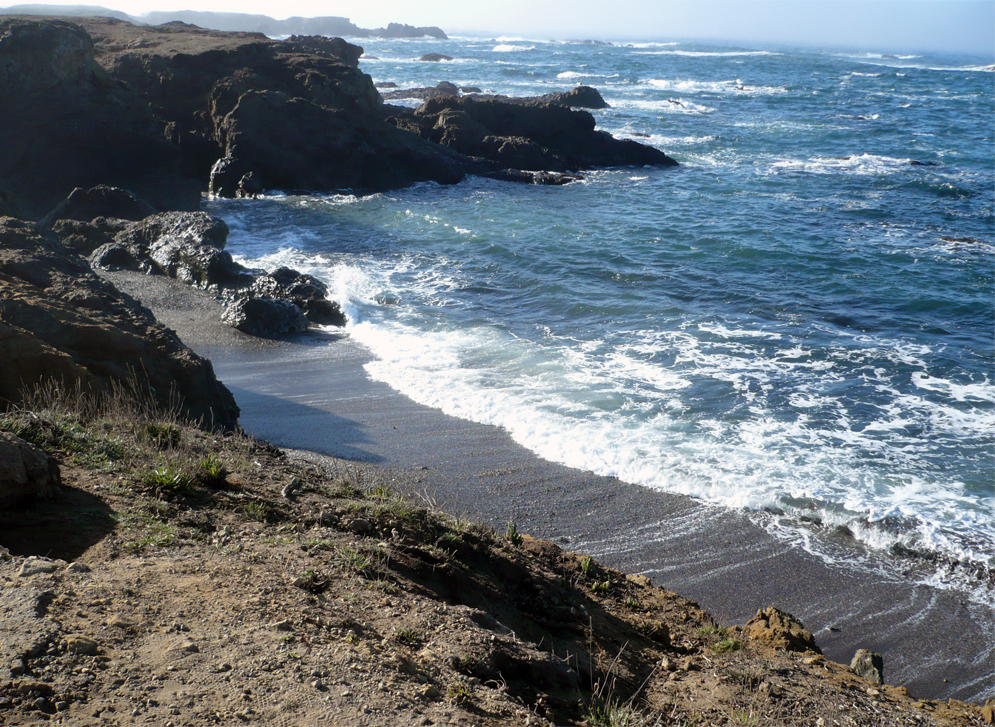
Blick auf Glass Beach
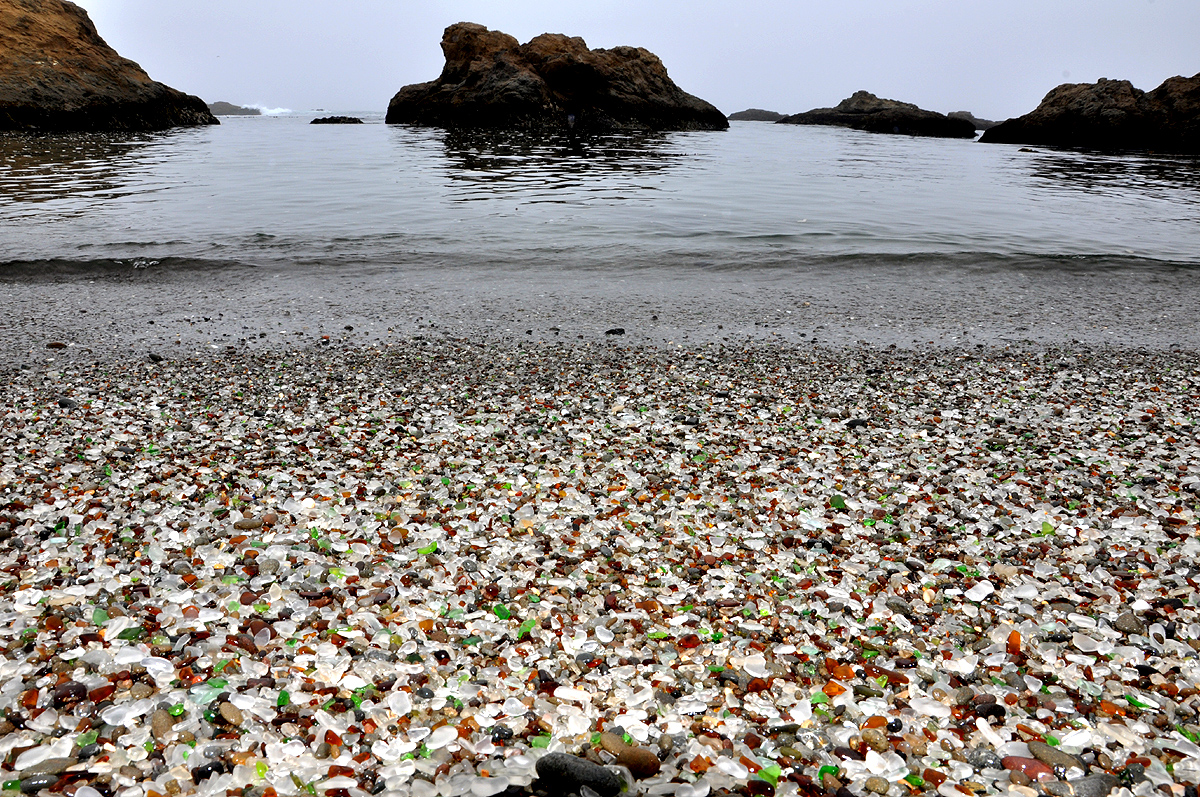
Teilansicht von Glass Beach mit Meerglas
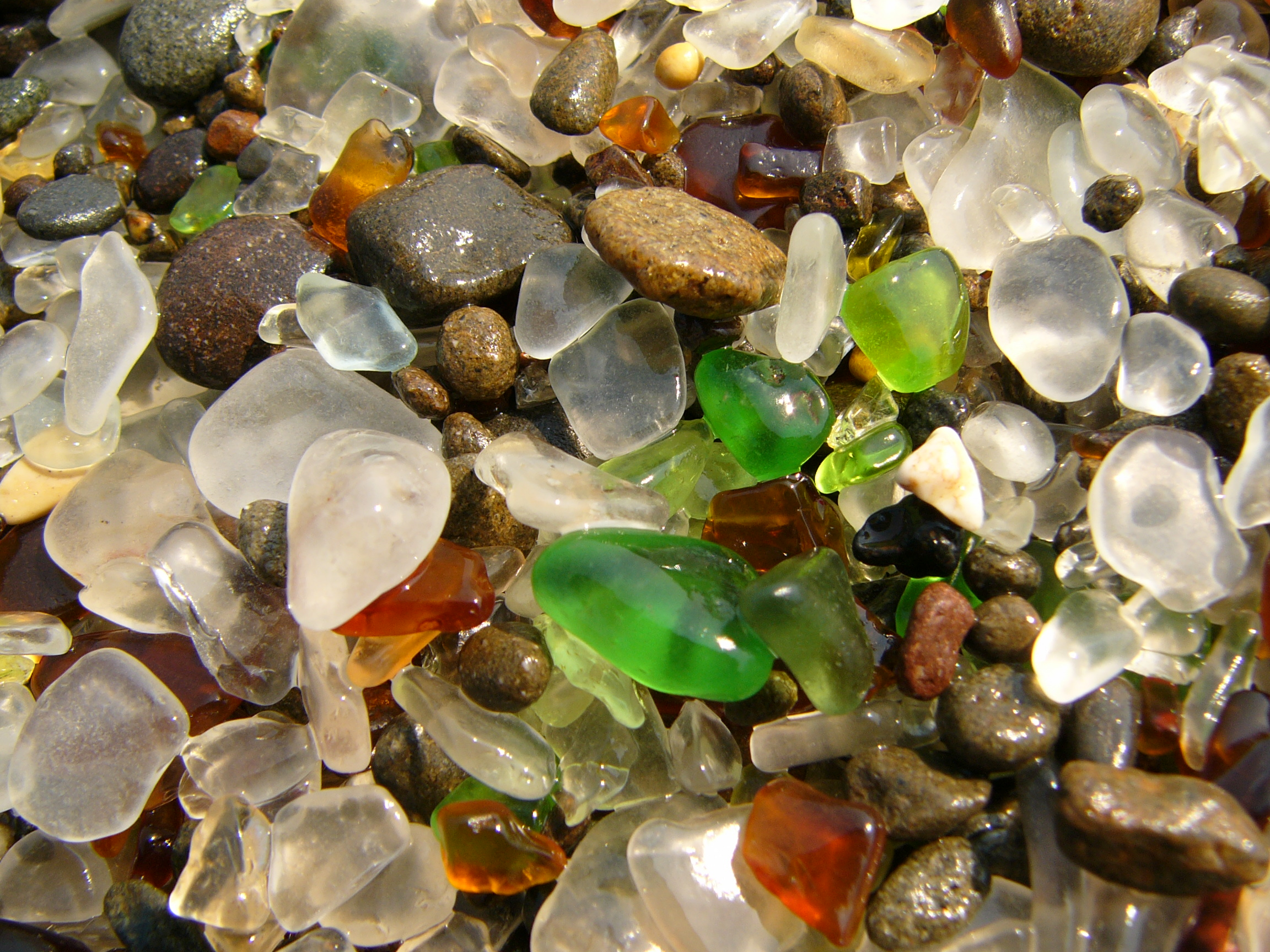
Nahaufnahme vom Strand

## Demografische Daten
Im Jahr 2014 wurde eine Einwohnerzahl von 7302 Personen ermittelt, die zu diesem Zeitpunkt ein Durchschnittsalter von 38,4 Jahren aufwiesen. Gegenüber dem Jahr 2000 ist die Einwohnerzahl um 3,9 % gestiegen.

## Söhne und Töchter der Stadt
- Cornelius Vander Starr (1892–1968), Unternehmer
- James Cahill (1926–2014), Kunsthistoriker
- Jim Ross (* 1952), Ringrichter